# Halosarcia halocnemoides
Halosarcia halocnemoides là loài thực vật có hoa thuộc họ Dền. Loài này được (Nees) Paul G. Wilson mô tả khoa học đầu tiên năm 1980.